# Kranichborn
Kranichborn ist ein kleines Dorf in Mittelthüringen, das nach Großrudestedt eingemeindet worden ist.

## Lage
Kranichborn liegt in 178 m Höhe 5 km südlich von Sömmerda und 15 km nordöstlich von Erfurt. Nordöstlich vom Ort befindet sich der Kranichborner Hügel (204 m), östlich der Weinberg (196 m). Südwestlich von Kranichborn mündet die Vippach in die Gramme.

## Geschichte
1233 wurde ein Heinrich von Kranichborn urkundlich erwähnt. Der Ort gehörte als Exklave zum kursächsischen Amt Weißensee. Durch die Beschlüsse des Wiener Kongresses kam er 1815 zum Großherzogtum Sachsen-Weimar-Eisenach und wurde 1816 dem Amt Großrudestedt zugeteilt. Mit der Auflösung des Amts kam der Ort 1850 zum Verwaltungsbezirk Weimar, zu dem er bis 1920 gehörte.
Kranichborn war ein Gutsdorf. Sowohl das Herrenhaus, das 2010 restauriert zum Dorfgemeinschaftshaus ausgebaut wurde, als auch Wirtschaftsgebäude sind vorhanden. Bis 1945 gehörte das Gut der Familie Tümmler, die entschädigungslos enteignet wurde. Auf dem Kirchhof finden sich historische Grabsteine, auch von früheren Gutsbesitzern. 1913 wurde in Form eines Waidmühlsteins unter einer gewaltigen Eiche (Naturdenkmal) im Dorfzentrum ein Gedenkstein an die erfolgreichen Kämpfe gegen Napoleon mit der Völkerschlacht von Leipzig 1813 gesetzt. Im April 1945 rückten US-Truppen in das Dorf ein, die Anfang Juli von Roter Armee abgelöst wurden. Auf dem Kranichborner Hügel (204 m) war ab 1961 eine Funktechnische Kompanie der NVA stationiert. Diese FuTK-511 wurde 1975 nach Sprötau verlegt. 1964 spielte die Anlage bei Kranichborn eine Rolle bei der Verfolgung eines eingeflogenen US-Aufklärungsflugzeugs, das dann bei Vogelsberg von sowjetischen Jagdflugzeugen abgeschossen wurde.

## Sehenswürdigkeiten

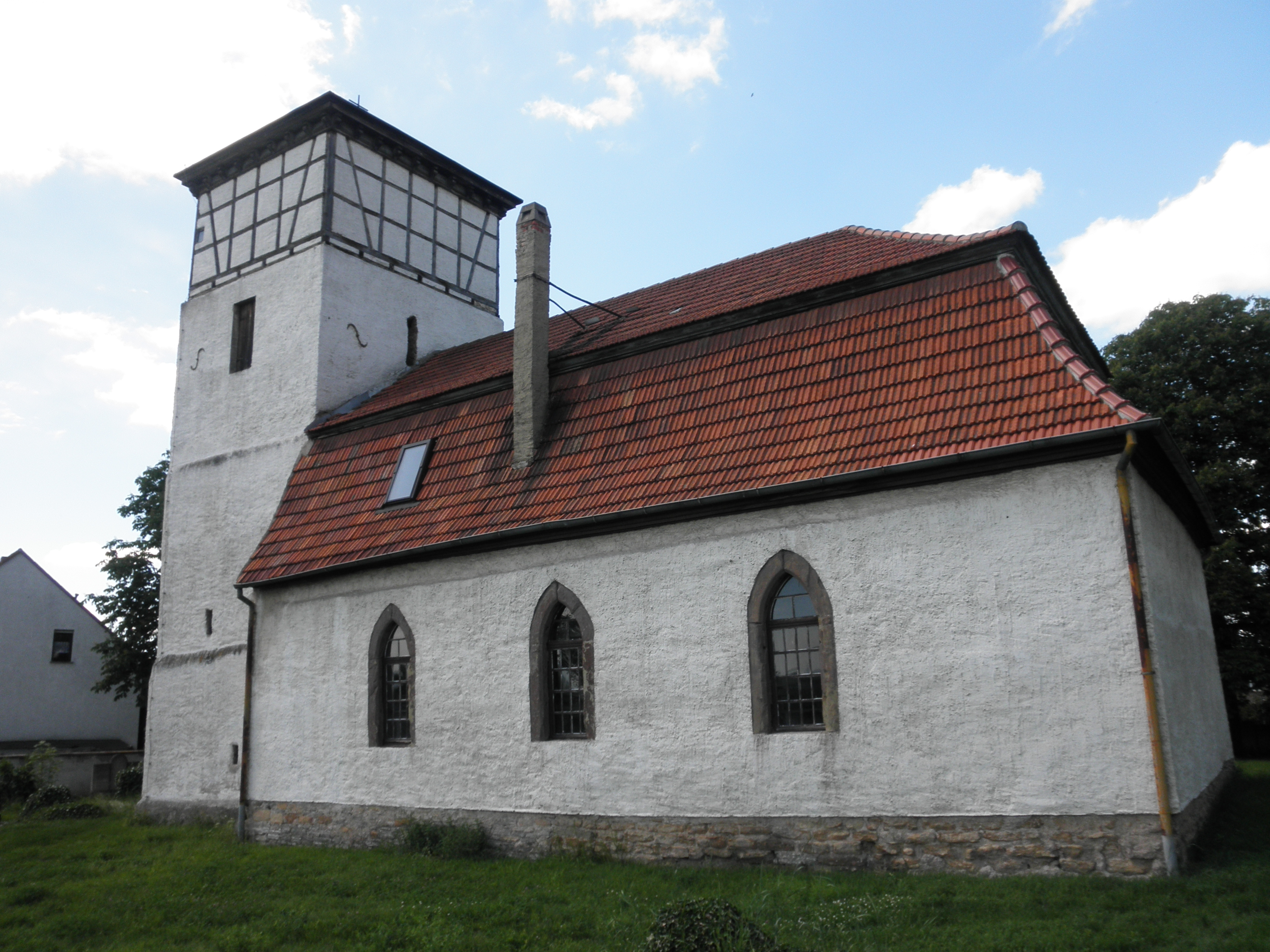
Ev. Dorfkirche St. Gallus
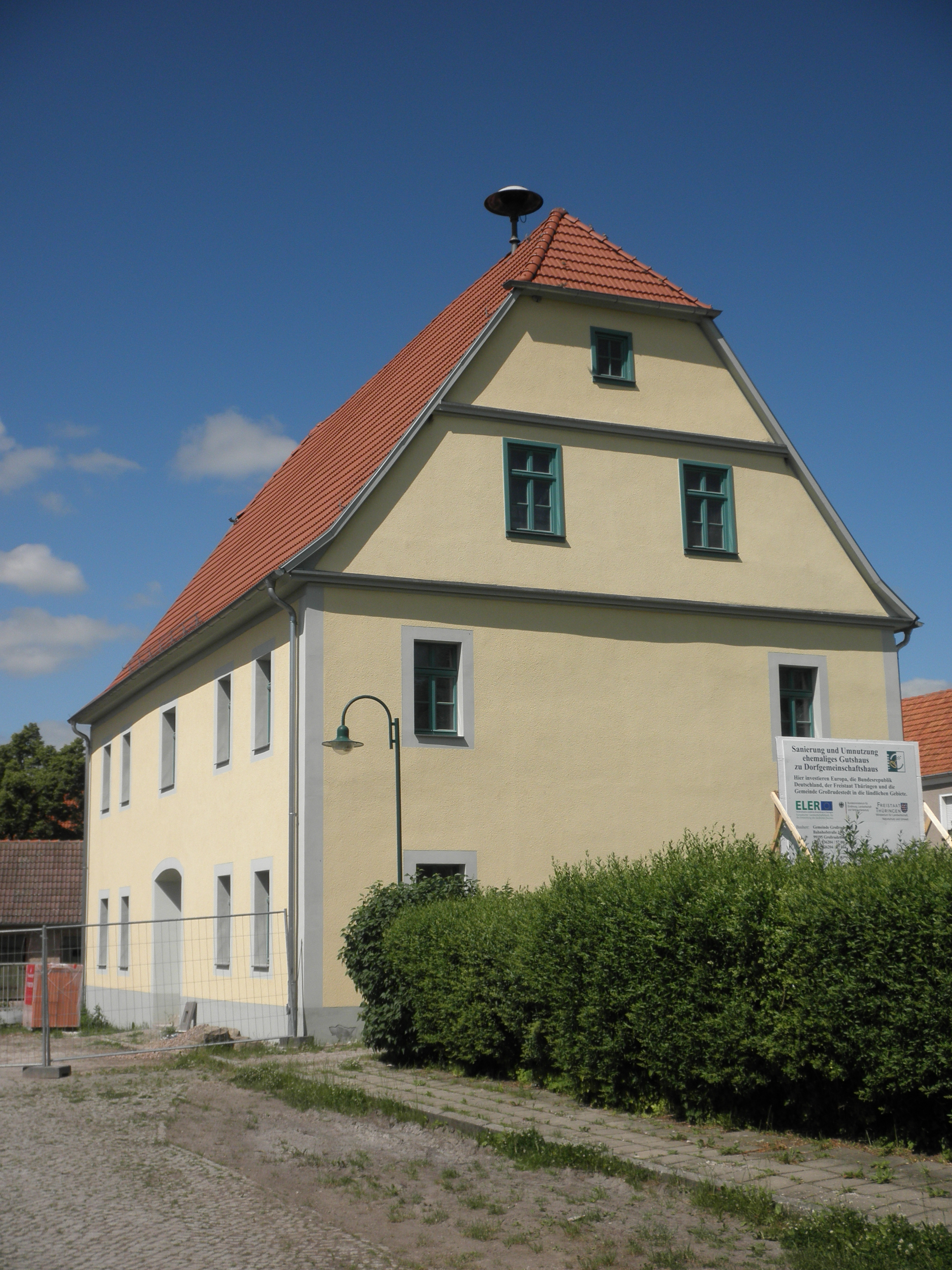
Früheres Herrenhaus des Gutes
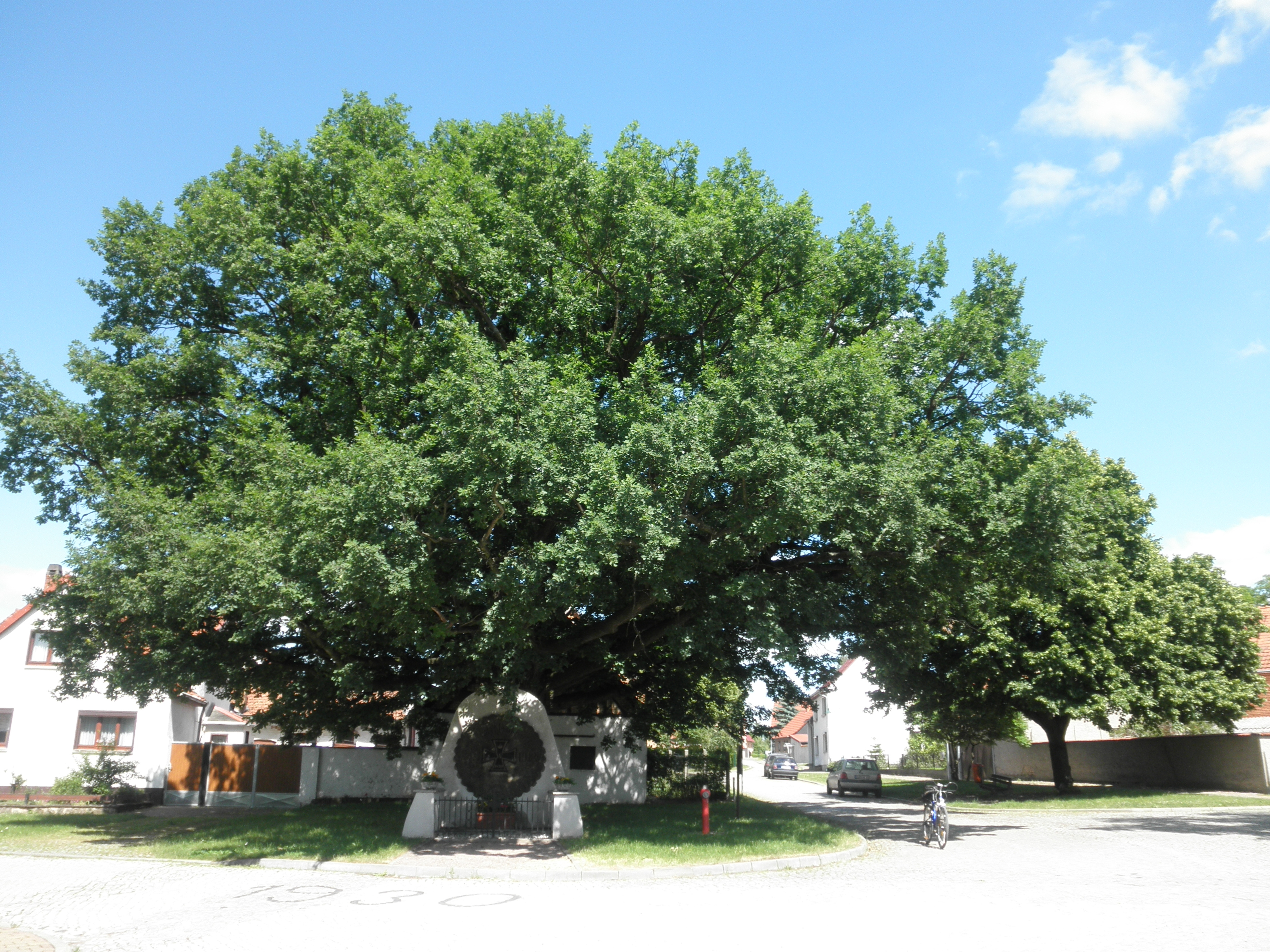
Eiche im Dorfzentrum, ein Naturdenkmal
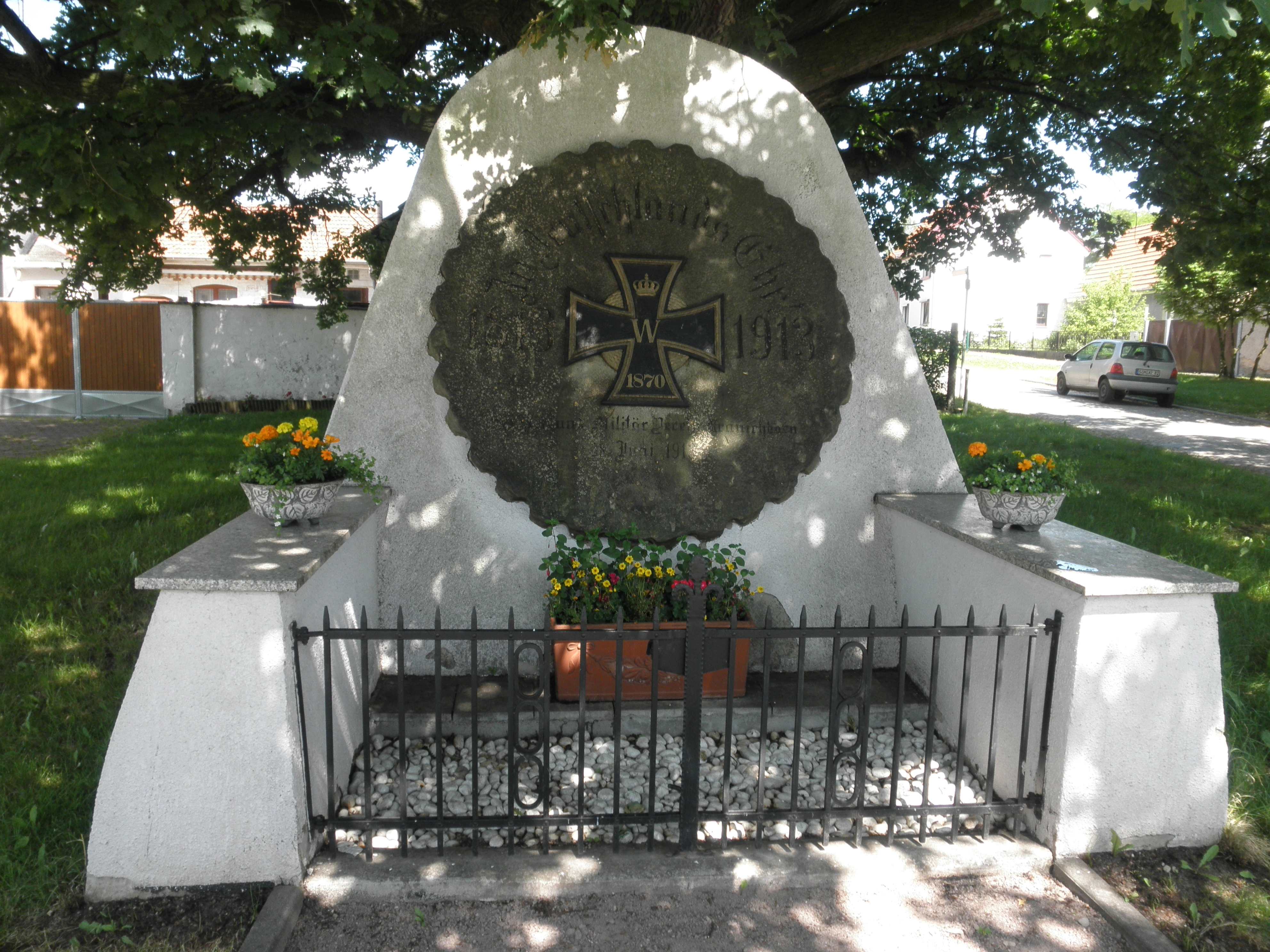
Unter der Eiche: Gedenkstein von 1913 an die Völkerschlacht 1813

Das frühere Herrenhaus des Gutes aus dem 18. Jahrhundert beherbergte zur DDR-Zeit eine  Bürgermeisterstube, Konsum und Schwesternstation. Im Rahmen eines Projekts „Sanierung und Umnutzung des ehemaligen Gutshauses zum Dorfgemeinschaftshaus“ erhielt das Gebäude eine neue Fassade. 2011 wurde das Innere dem vorgesehenen Zweck entsprechend gestaltet.
Die ehemalige Luftüberwachungsanlage der NVA auf dem Kranichborner Hügel ist (2011) eingezäunt, wird zum Teil friedlich genutzt, ist aber größtenteils verwahrlost mit Resten ruinöser Militärbauten. Auf dem Gelände steht ein Funkmast.
Siehe auch Liste der Kulturdenkmale in Großrudestedt

## Verkehr
Kranichborn hat eine Straßenverbindung nach Großrudestedt. Wirtschaftswege, die auch gut als Radwege nutzbar sind, führen nach Alperstedt, Werningshausen und Schallenburg. Der Laura-Radweg von Schallenburg nach Weimar führt durch den Ort. Die Bahnstrecke Sangerhausen–Erfurt verläuft etwa 1,5 km östlich des Ortes, der nächstgelegene Bahnhof befindet sich in Großrudestedt.